# Резолюция Совета Безопасности ООН 713
Резолюция Совета Безопасности ООН 713 — резолюция, принятая всеми пятнадцатью государствами-членами Совета Безопасности ООН 25 сентября 1991 года в связи с началом распада и войн в Югославии и накладывающая эмбарго на поставки оружия в Югославию. Кроме того Совет высоко оценивал усилия Европейского сообщества по мирному разрешению конфликта. Это первая резолюция, принятая в свете распада Югославии.
В этой резолюции Совет выразил полную поддержку механизмов и мер, предпринимаемых Европейским сообществом и ОБСЕ для прекращения боевых действий, шедших в Югославии, приглашая Генерального секретаря ООН Хавьера Перес де Куэльяра и югославское правительство принять участие в консультациях, чтобы помочь в этом процессе. Он также настоятельно призвал все стороны строго соблюдать соглашения о прекращении огня от сентября 1991 года и вступить в переговоры на Конференции по Югославии и избегать совершать какие-либо действия, которые могут усилить напряженность в регионе.
Эмбарго на поставки оружия накладывалось до тех пор пока Совет не примет другое решение, исходя из VII главы устава ООН. Резолюция применялась в отношении всех государственных образований, образовавшихся на месте Югославии, даже несмотря на признание их независимости. В связи с этим это вызывало протесты Боснии и Герцеговины, так в руководстве страны считали, что резолюция распространяется только на Югославию, до её распада.

## Голосование
| За (15) | Воздержались (0) | Против (0) |
| --- | ---------------- | ---------- |
| - Великобритания - Китай - СССР - США - Франция - Австрия - Бельгия - Заир - Зимбабве - Индия - Йемен - Кот-д’Ивуар - Куба - Румыния - Эквадор |                  |            |